# Îlot urbain Hansa

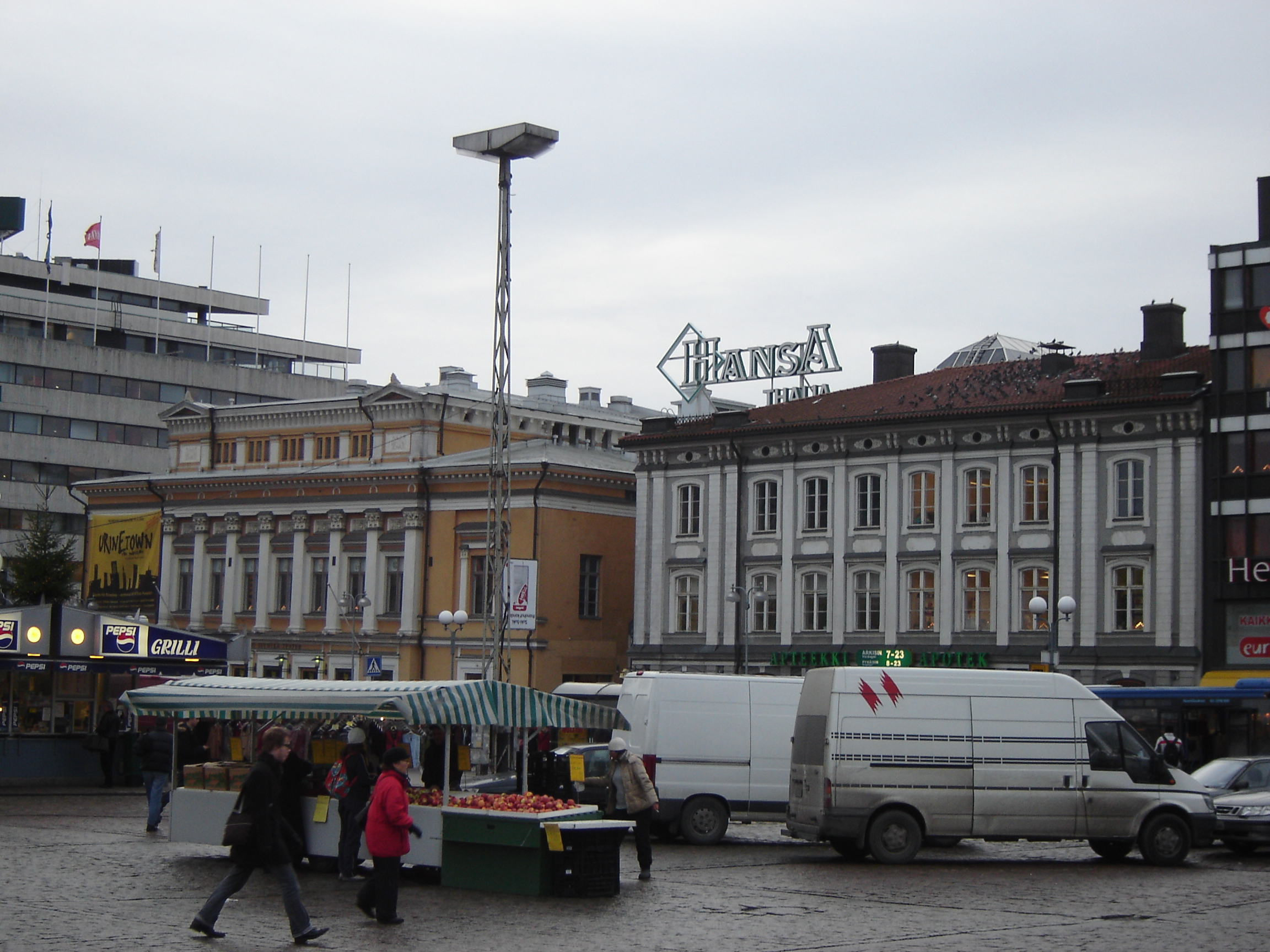
Vue partielle de l'îlot urbain Hansa (à gauche le théâtre suédois.

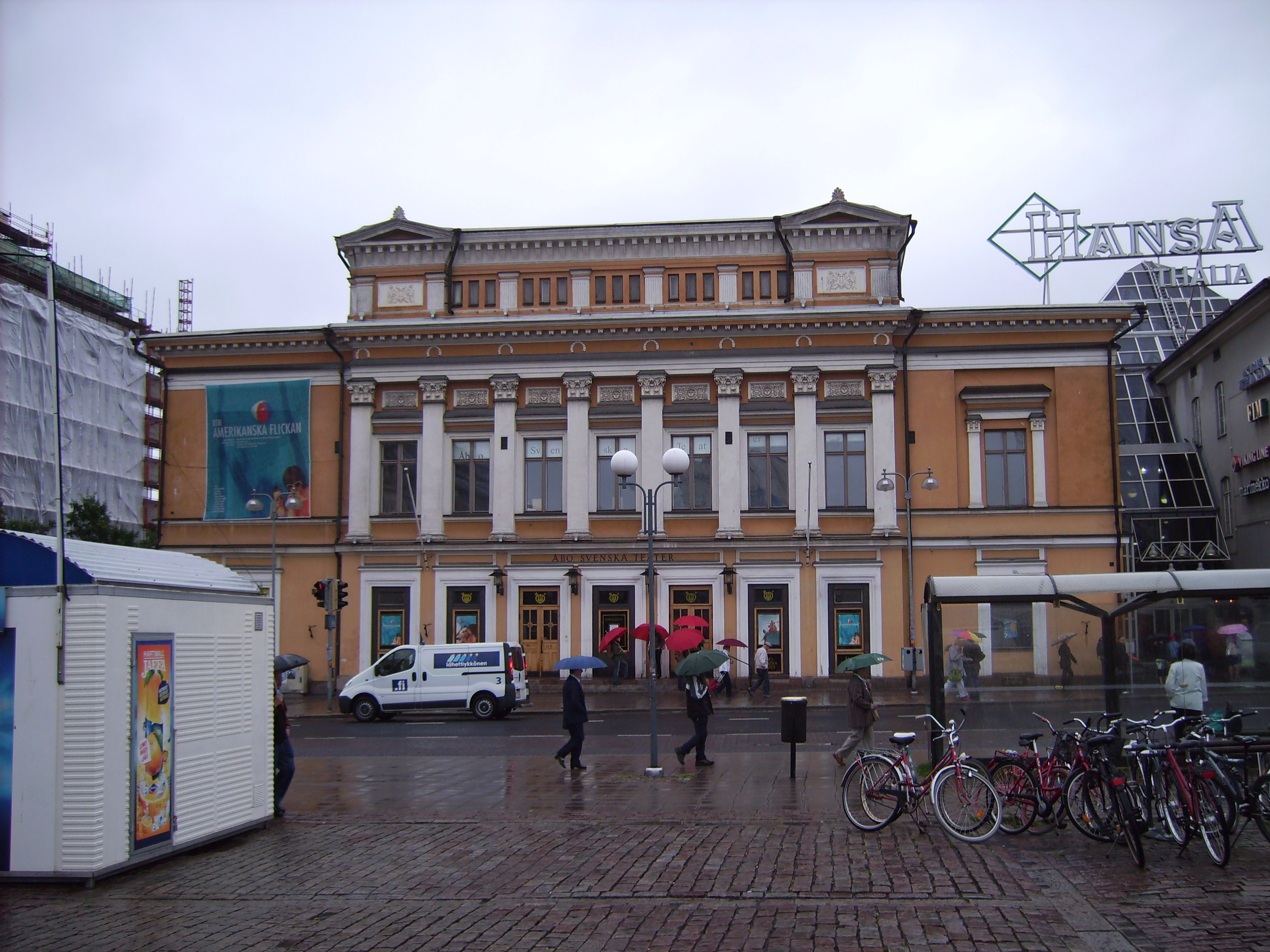
Le théâtre suédois de Turku.

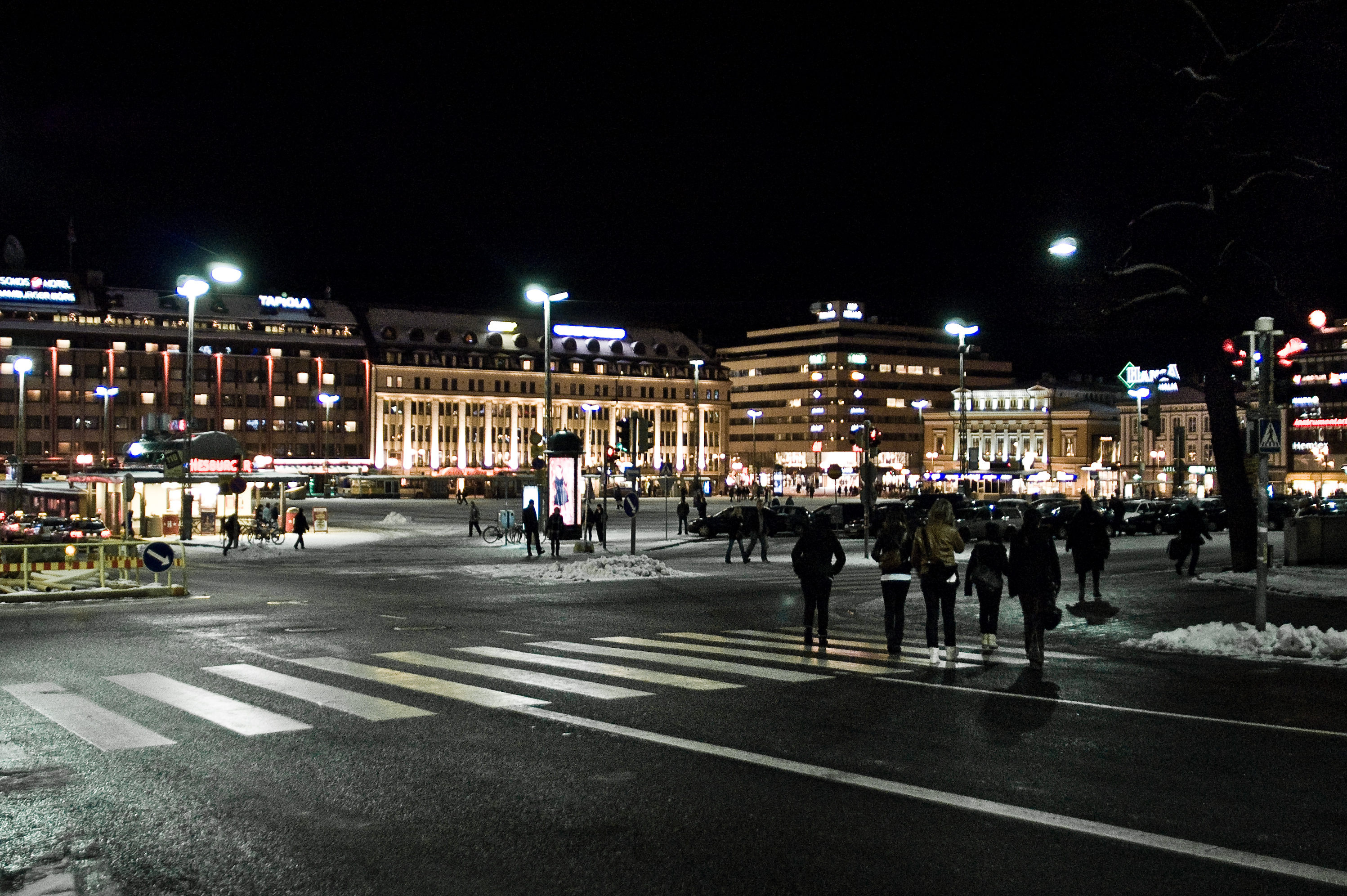
L'îlot urbain Hansa vu de la place du marché.

L'Îlot urbain Hansakortteli (finnois : Hansakortteli) ou Hansa est un Îlot urbain dans le centre-ville de Turku en Finlande.

## Activités
En bordure de la place du marché, l'îlot héberge actuellement un grand centre commercial de 140 boutiques, cafés et restaurants.

## Bâtiments de l'îlot urbain
Les bâtiments de l'îlot urbain sont les suivants (avec leur date de construction) : 
- 1913, Immeuble St. Erik conçu par Selim A. Lindqvist situé au coin des rues Eerikinkatu et Kristiinankatu[2].

- 1891, Antintalo conçu par Karl Viktor Reinius situé rue Eerikinkatu[2].

- 1839, Théâtre suédois de Turku conçu par Pehr Johan Gylich au coin des rues Eerikinkatu et Aurakatu[3].

- 1865, Immeuble de 3 étages de style Empire conçu par Carl Johan von Heideken rue Aurakatu[3].

- 1958, Immeuble Kultatalo de 6 étages conçu par Veijo K. Kahra situé rue Aurakatu[4].

- 1968, Immeuble Teräksenkulma de 5 étages conçu par Aarne Ehojoki situé au coin des rues Aurakatu et Yliopistonkatu[5].

- 1958, Immeuble de 4 étages conçu par Viljo Laitsalmi situé rue Yliopistonkatu[5].

- 1986, Immeuble conçu par Lukander & Vahtera est construit rue Yliopistonkatu[6].

- 1977, Stockmann conçu par Aarne Ehojoki bâti au coin des rues Yliopistonkatu et Kristiinankatu[7].